# I. e. 324
Évszázadok: i. e. 5. század – i. e. 4. század – i. e. 3. század
Évtizedek: i. e. 370-es évek – i. e. 360-as évek – i. e. 350-es évek – i. e. 340-es évek – i. e. 330-as évek – i. e. 320-as évek – i. e. 310-es évek – i. e. 300-as évek – i. e. 290-es évek – i. e. 280-as évek – i. e. 270-es évek
Évek: i. e. 329 – i. e. 328 – i. e. 327 – i. e. 326 –  i. e. 325 – i. e. 324 – i. e. 323 – i. e. 322 – i. e. 321 – i. e. 320 – i. e. 319

## Események

### Makedón Birodalom
- Nagy Sándor indiai hadjáratáról visszaérkezik Szúzába és megbünteti azokat a kormányzókat, akik hossza távolléte alatt elhanyagolták kötelességeiket vagy templomokat és sírokat fosztogattak. Szatrapáinak harmadát leváltja, hatot pedig kivégeztet. Három hadvezért - köztük Koinosz fivérét, Kleandroszt - önkényeskedés miatt letartóztatnak és kivégeznek.
- Annak érdekében, hogy a makedón és perzsa elit közelebb kerüljön egymáshoz, Nagy Sándor és 80 hadvezére perzsa előkelőségek lányait veszi feleségül. Ő maga és Héphaisztión III. Dareiosz két lányát, Sztateirát és Drüpetiszt veszik nőül. Az esküvőket látványos ünnepségek kísérték, majd lajstromba vették azokat a makedón katonákat, akiknek perzsa feleségük volt (mintegy tízezret) és bőséges hozományt ajándékoztak nekik. Nagy Sándor azt akarta, hogy a perzsáknak a makedónokkal egyenlő lehetőségeik legyenek mind a kormányzatban, mind a hadseregben; ez a törekvése azonban a makedónok neheztelését vonja maga után.
- Nagy Sándor és udvara a nyarat és az őszt a médek fővárosában, Ekbatanában tölti. Héphaisztión megbetegszik és meghal. Nagy Sándor túlzásokba esve gyászolja barátját (napokig átölelve tartotta a holttestet, betiltotta a zenét és levágatta a lovak sörényét és farkát). A temetésre 10-12 ezer talentumot költenek.
- Az év végén Nagy Sándor büntető hadjáratot indít Lurisztánba a portyázó kassziták ellen.

### Görögország
- Nagy Sándor kincstárnoka, Harpalosz a letartóztatás elől Athénba menekül, de Démoszthenész és Phókión indítványára fogságba vetik. Az általa hozott kincseket egy bizottság felügyeletére bízzák, amelynek Démoszthenész a vezetője.
- Harpalosz megszökik és Krétára menekül. Démoszthenész bebörtönzik, mert állítólag elsikkasztotta a kincsek részét. Démoszthenész megszökik és száműzetésbe vonul, bár a vádakat hamarosan visszavonják. A makedónellenes párt élére Hüpereidész kerül.

### Róma
- A folyamatban lévő szamnisz háború miatt Lucius Papirius Cursor marad a dictator. Túlzott szigorúsága miatt katonái nem mernek kezdeményezni és a vereségét kívánják, ezért elszalasztják a győzelmet a szamniszok táborának megtámadásakor. Papiriusnak sikerül visszanyernie katonái bizalmát és ezután nagy győzelmet arat, a szamniszok pedig békét kérnek.[1]

## Születések
- I. Antiokhosz szeleukida király

## Halálozások
- Héphaisztión, Nagy Sándor hadvezére

## Fordítás
- Ez a szócikk részben vagy egészben  a(z)   324 BC című angol Wikipédia-szócikk ezen változatának fordításán alapul.  Az eredeti cikk szerkesztőit annak laptörténete sorolja fel. Ez a jelzés csupán a megfogalmazás eredetét és a szerzői jogokat jelzi, nem szolgál a cikkben szereplő információk forrásmegjelöléseként.